# آيت عبو الرحالة (النزالة)
آيت عبو الرحالة هي إحدى مشيخات المملكة المغربية، تتبع جغرافيا لإقليم ميدلت وإداريًا لالنزالة. يقدر عدد سكانها بـ 356 نسمة حسب الإحصاء الرسمي للسكان والسكنى لسنة 2004.